# Лящка, Константы

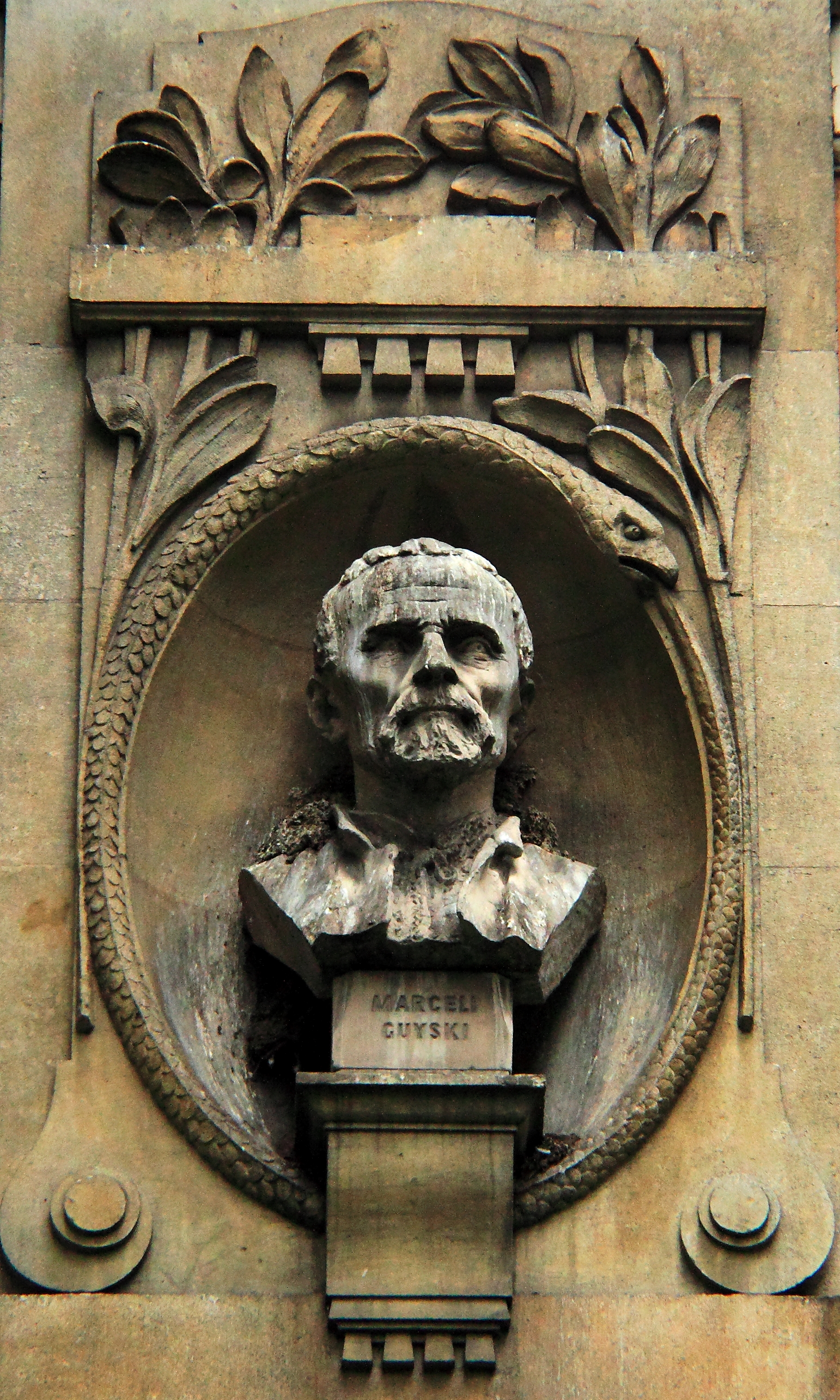
Бюст Марцели Гуйского на стене краковского Дворца искусства авторства Константы Лящки

Конста́нты Ля́щка (пол. Konstanty Laszczka, 3 сентября 1865, Макувец-Дужы, Царство Польское, Российская империя — 23 марта 1956, Краков, Польша) — польский художник, скульптор и график. Ректор Академии изящных искусств в Кракове.

## Биография
Родился 3 сентября 1856 года в многодетной бедной крестьянской семье в селе Макувец-Дужы. Благодаря шляхетской семье Островских, с 1885 года стал изучать скульптуру в Варшаве под руководством Яна Крыньского и Людвика Пыровича. Получив награду в конкурсе, организованным варшавским Обществом поощрения изящных искусств, отправился для обучения в Париж. Во Франции обучался в Академии Жюлиана и Школе изящных искусств под руководством художников Антуана Мерси, Александра Фалгьера и Жана-Леона Жерома. В Париже участвовал в деятельности польской эмигрантской литературно-художественной жизни.
В 1897 году возвратился в Польшу и стал работать учителем. В 1899 году по просьбе Юлиана Фалата переехал в Краков и стал преподавать в краковской Школе изящных искусств. С 1900 по 1910 год сотрудничал с гончарной фабрикой. С 1911 по 1912 год был ректором. C 1930 по 1935 год руководил кафедрой скульптуры.
Находился в дружеских отношениях со Станиславом Выспянским и Леоном Вычулковским. Был одним из основателей краковского Общества польских художников «Sztuka».
На творчество Константы Лящки повлиял Огюст Роден. Кроме скульптуры занимался живописью, портретными медальонами. В позднем периоде своего творчества занимался керамикой с религиозным, фольклорным и анималистическим содержанием.
Изготовил бюст Фредерика Шопена, который сегодня установлен в краковской музыкальной академии.
Скончался 23 марта 1956 года и был похоронен на Раковицком кладбище.

## Награды
- Золотые Академические лавры Польской академии литературы.

## Память
- С 1971 года в селе Макувец-Дужы действует музей имени Константы Лящке.